# 안티 휘배리넨
안티 아브람 휘배리넨(핀란드어: Antti Abram Hyvärinen, 1932년 6월 21일 ~ 2000년 1월 13일)은 핀란드의 스키 점프 선수이다. 그는 1952년과 1956년 올림픽 개인 라지힐에서 각각 7위와 1위를 했다. 히바리넨은 1956년 동계 올림픽 개막식에서 핀란드 국기를 나르는 사람이었다. 1958년 세계 선수권 대회를 준비하는 동안, 휘배리넨이 넘어지면서 엉덩이가 부러졌고 1957년 11월에 조기 은퇴했다. 1960년부터 1964년까지 그는 핀란드 스키 점프 대표팀의 헤드 코치로 일했다.

## 참조
1. ↑  핀란드 보관됨 2010-08-17 - 웨이백 머신. sports-reference.com
2. ↑  안티 히바리넨 보관됨 2015-05-23 - 웨이백 머신. sports-reference.com